# Psyché abandonnée (De Sermézy)
La Psyché abandonnée est une œuvre réalisée par Clémence Sophie de Sermézy en 1821 qui se trouve dans la collection de sculptures du musée des Beaux-Arts de Lyon .  

## Histoire
Clémence Sophie de Sermézy est élève de Joseph Chinard dont l'influence est manifeste dans cette œuvre. Elle fait don de cette sculpture au musée des Beaux-arts de Lyon en 1823 (N° d'inventaire : H 800).

## Description
Cette statue est une terre cuite en ronde-bosse. Elle apparait exceptionnelle par sa taille :140 cm de haut,  64 cm de large, 52 cm de profondeur. Exceptionnelle aussi par sa réalisation, puisque la terre est cuite d'un seul tenant.  
Femme ailée, assise sur un rocher, Psyché se penche en attente dans une position désespérée.    
Inscription à l'arrière : « sur le rocher D Ve N. /de Sermezy. 1821 ».    

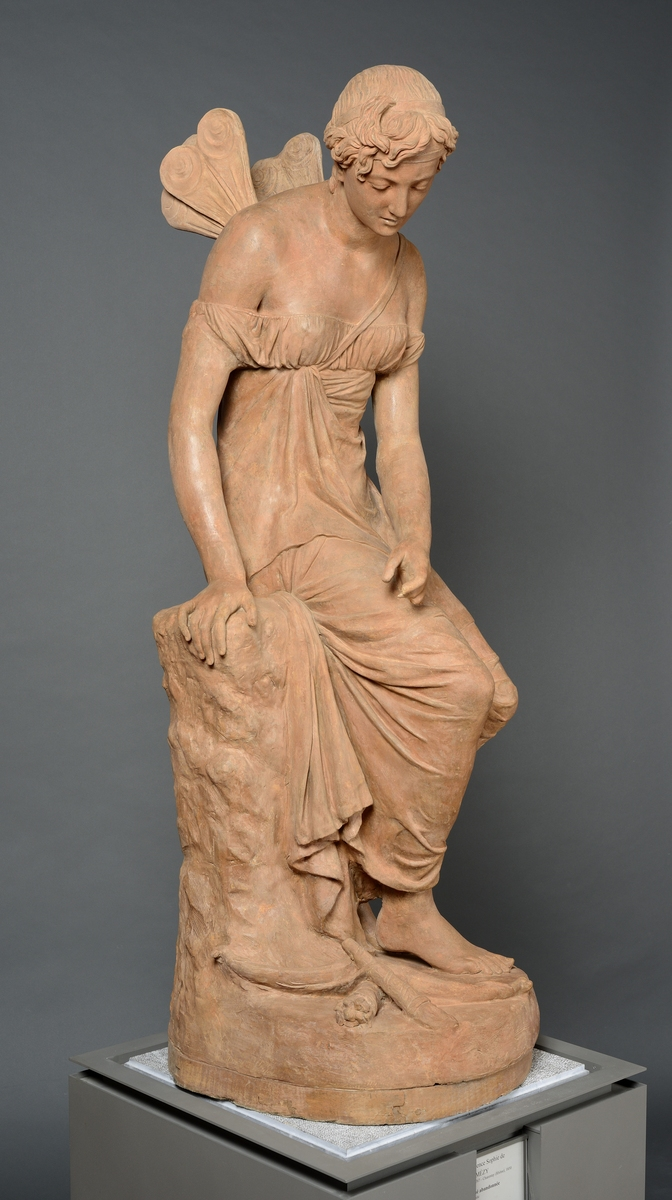
Psyché abandonnée par CS de Sermézy Vue 3/4 droit
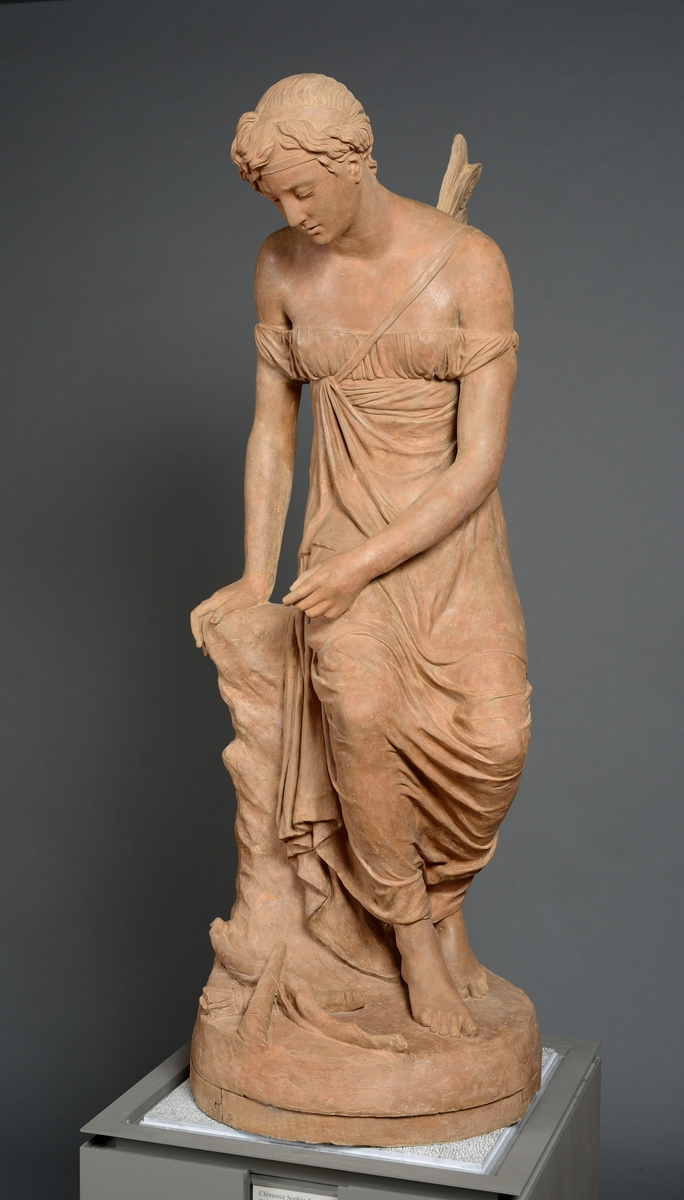
Psyché abandonnée par CS de Sermézy_Vue de face
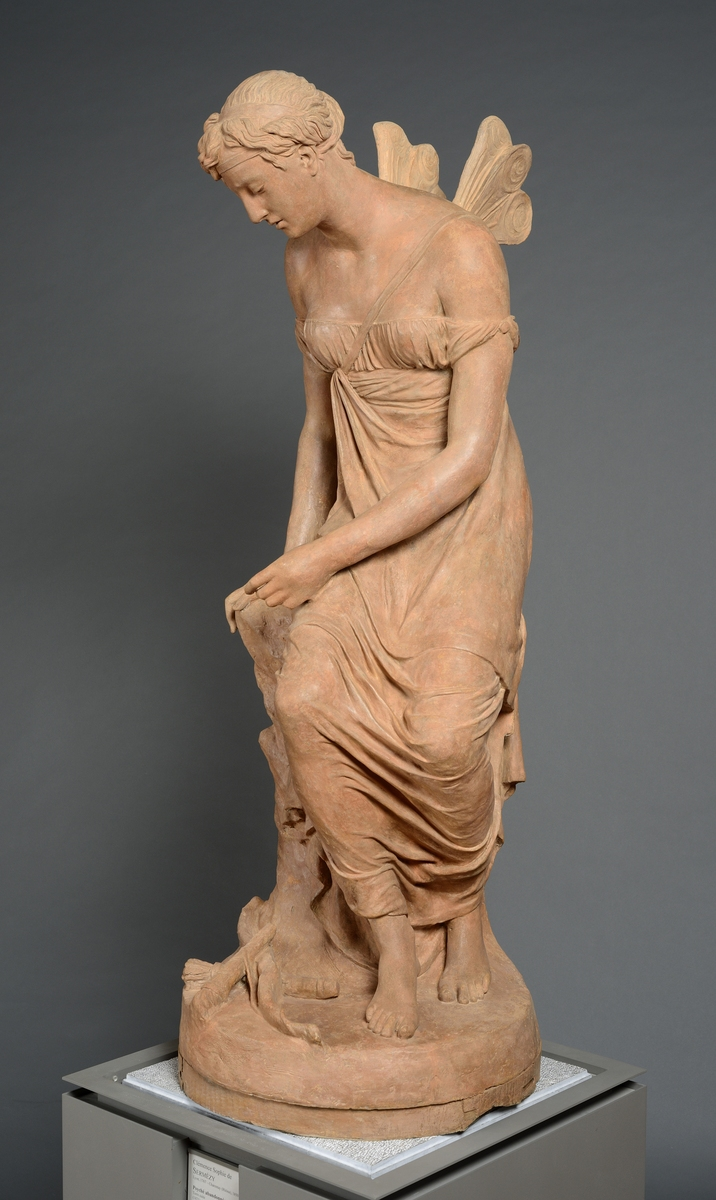
Psyché abandonnée par CS de Sermézy_Vue 3/4 gauche
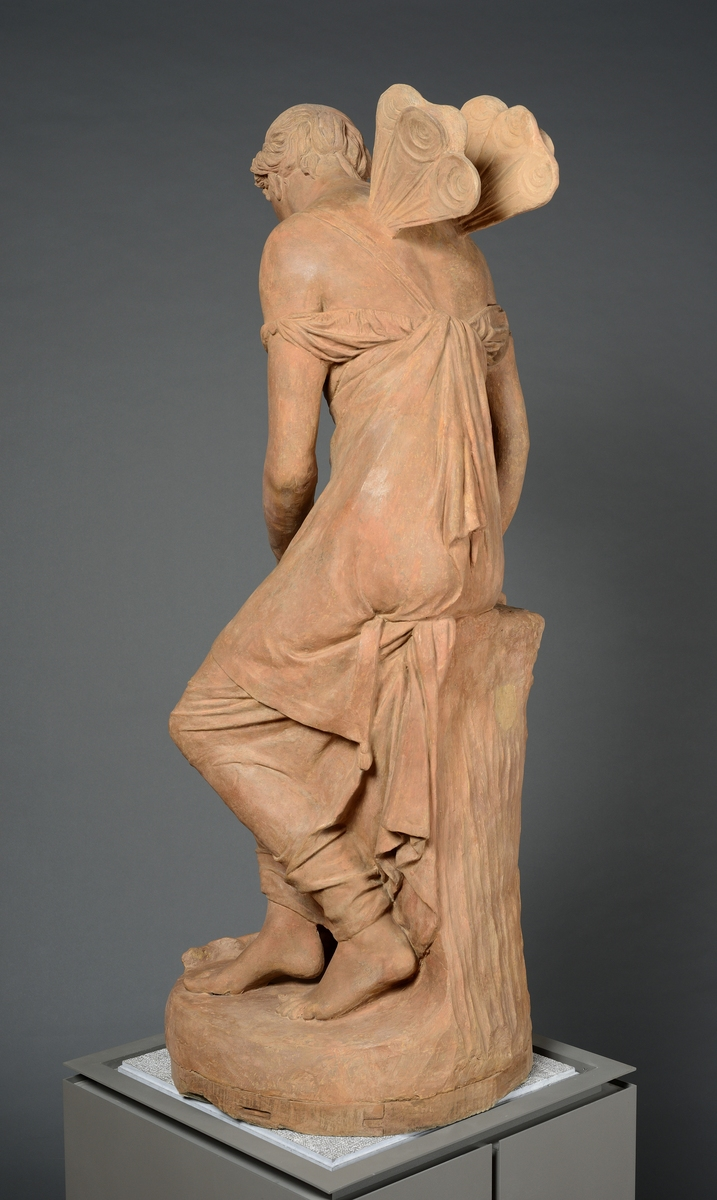
Psyché abandonnée par CS de Sermézy Vue de dos

### Mythologie
Le personnage de Psyché, figure de la mythologie gréco-romaine apparait dans Métamorphoses d'Apulée.  
Psyché est une très belle princesse qui ne trouve pas d'époux ; son père consulte l'oracle de Delphes qui préconise de l'abandonner sur un rocher où son époux viendra la chercher.

## Œuvre liée
Cette sculpture fait écho à la statue Sappho abandonnée par Phaon que Clémence Sophie de Sermézy a réalisé.